# 台客
台客，原指台灣遊客，後代指講台灣語、客家語的台灣在地族群，近年又新加入了其它意義：用來中立或偏向正面、幽默的去形容台灣本地發展的新奇或小眾流行文化。
西元兩千年後，少數不通世事，不理解台灣族群關係的藝人在娛樂節目開始使用而逐漸廣為人知，藝人使用台客主要去形容在她們眼中跟主流流行文化差距過大甚至到可笑的台灣本地小眾流行事物，引申出包括團體、人、流行風格或行為等都可以用台客去形容，但這跟「台客」一詞（某些人認為的）可能隱含的本省外省族群意義已經在本質有所不同，比如藝人小s就曾用台客去形容朋友把車子音樂開很大聲。二〇〇五年後，台灣社會，包括藝人媒體等，開始將此詞做去除污名化的運動，並翻轉成為本土新奇時尚潮流之代稱。

## 歷史
1990年代末期小S等少數外省籍藝人開始在電視節目上公開使用，用來指沒水準的人，此一名詞才在台灣社會和媒體上普及。

### 1990年代
1999年五月獨立樂團濁水溪公社出版了《台客的復仇》搖滾台語專輯，專輯中反應了台灣農村的抗爭運動及環境污染的議題，充分擺脫了台語歌曲哭調的情緒，專輯名稱《台客的復仇》但專輯中並沒有同名歌曲，這張專輯的出現雖然宿命般的無法在主流媒體成名，但可以視為在當時公民意識崛起社會背景下，「台客們」的自我認同與覺醒，並開始反思生活在台灣的意義。
1990年代末期，蔡康永主持的TVBS-G《超級兩代電力公司》節目促使「台客」一詞的意義產生轉化。在節目中，被邀請來做為台客代表的來賓們，面對年輕人及主持人提出的種種疑問，有時順從他們對台客的刻版印象而進行丑角化的表演，有時又能反駁眾人為台客貼上的標籤。這個節目是台客們在電視上最早的集體現身，它具有矛盾的效果，一方面台客的某些既有負面形象被強化了，但另一方面由於上節目台客們的趣味表演，使節目的收視率拉高，台客成為可以被演出的文化符號，無論表演者是不是本省籍。
因為媒體傳播的優勢，自此台客一詞在年輕人之間更加流行，它所指涉的除了早期「粗俗」、「沒水準」的意涵之外，這也是一種參差不齊的次文化，單純顯示出思想空泛無方向卻又剛愎。並且超級兩代電力公司中也出現了台妹一詞，意涵與台客相同，差別只在指涉的是女性。然而，有些學者與社會人士認為這些出現在媒體上的詞語有族群歧視的意味，故抵制聲浪未曾停歇，也因此在2005年7月，台灣文藝青年指標誠品書店所發行的第56期《好讀》雜誌，便以「新台客，正騷熱？」為企劃主題，發明了「新台客」這個說法。

### 2000年代
2005年8月，一些藝人如伍佰、MC HOTDOG、張震嶽、羅志祥等，認為新台客代表有活力、具有台灣特色等意義，企圖以搖滾演唱會的方式取得台灣的年輕一代的支持，啟動台客一詞的新定義，並使「台客文化」文藝復興。
豬頭皮、陳昇等自認「很台」的藝人和自美歸台發展的藝人黃立行，在中國廣播公司等媒體的贊助下，由「中子文化」執行於台北市國際會議廳舉行台客搖滾演唱會，黃立行認為這是一場精彩的「台灣搖滾」演唱會；2006年4月，再於台中舉行台客搖滾嘉年華，也包含著鋼管舞、電子花車等情色演出。
經過此一連串活動，有人認為「台客」一詞已漸失貶意，反而成為一種「自我揶揄」的名詞。稱呼自己「很台」，成為自我調侃、謙稱自己不懂流行的說法。
2005年，中國廣播公司響應台客搖滾演唱會，曾舉辦「台客大票選」活動。結果以吳宗憲獲得第一，初「推動」台客一語復辟的小S名列第二，周杰倫則為第三。部份媒體認為：「顯然台客一詞已經去污名，成了流行代名詞。」
2006年再度舉辦台客搖滾嘉年華時，中子文化執行長也是資深唱片企劃張培仁則以「我的生活就是美」為題，論述台客文化在台灣社會發展中，是一個重要的啟蒙歷程。文中點出台客文化其實就是一種生活的型態，就跟全世界年輕人生活裡發展出來的潮流一樣：「Hip Hop從黑人的街頭出來，Shibuya Style（涉谷系）從涉谷的年輕人發展出來，Punk從倫敦的工業區出來⋯⋯，台客就是在台灣的角落自然形成發展出來的東西，它就是一種年輕人相信自己的生命所創造出來的爆發力。而現在大家發現到，它是我們生活中十分重要的東西，在全球化的來襲中，我們要定義自己。」

### 2010年代
曾受某些節目的主持人影響，原本有段時間在台灣若稱呼對方為「台客」、「土台客」，在絕大多數的場合，會被視為是一種不敬、鄙視的稱呼，會避免使用台客一詞；如同儕、朋友間，有時會用「這樣很台」等用語，其為同儕朋友間的笑罵之語，意指對方行為或言語粗俗、失當。
但隨著臺灣本土文化的興起，台客一詞發生了再挪用（reappropriation），在去除污名化後，意義開始轉成「這樣很‘台式’」，逐漸開始有人自稱台客並引以為榮：
- 伍佰：「台客是一件浪漫的事」。「我們住台灣，叫台客是很自然的事，有些不願意面對台客稱呼的人，基本上是自己心態有問題。」
- 陳昇：「現在，台客的定義非常模糊」。
- 王武雄：「台客有兩種，一種以台客為恥，鄙視任何他認定的台客；一種以台客為榮，鄙視任何鄙視台客的人。答案就是，所有生活在台灣的，都是台客。」
- 北社：「藝人沒弄清台客的內涵，就大喊自己是台客，根本是膚淺自虐的現象。」
- 謝金燕：「我們沒有少女時代，我們沒有女神卡卡，老外吃漢堡，我們有割包，老外吃冰沙，我們吃銼冰，我們是這片土地的主人，所以我們要說，生活在台灣是幸福的，生活在台灣是驕傲的，生活在台灣...，你就是台客！！誰說台客不入流？我視台客是主流！誰說台客沒水準？我說台客超水準！今天晚上，我們要告訴你，台客是時髦的，是性感的，是與世界接軌的，今天晚上，我們要證明，台客是屌的，台客是跩的，我台嗎？ 我很台！為我們的台客精神掌聲鼓勵鼓勵！！」

## 台客商標爭議
2007年，「台客」和「台客搖滾」兩詞被台客搖滾嘉年華主辦單位「英屬維京群島商中子創新股份有限公司」（Neutron Innovation (BVI) Ltd.）註冊為商標，獲得中華民國經濟部智慧財產局准許註冊，導致該年花蓮縣「東岸酷熱搖滾音樂節」8月4日主題派對「台客搖滾之夜」被迫改名為「東岸搖滾之夜」。此事件引起文化界的不滿與學術界的質疑，媒體改造學社、濁水溪公社主唱柯仁堅、立法委員林淑芬等人公開反對「台客」一詞被註冊為商標。中子創新公司起初自認其主辦台客搖滾嘉年華「消除台客污名化」有功，呼籲社會各界尊重其維護台客搖滾嘉年華品牌價值的行為；但由於將文化用語註冊成商標所衍生的爭議過大，2007年9月10日，中子創新公司執行長張培仁宣布，該公司放棄「台客」商標及考慮停辦2008年（第4屆）台客搖滾嘉年華，但是智慧財產局必須同時註銷其他以「台客」為名申請的商標；同日，曾經連續參加前三屆台客搖滾嘉年華的台灣歌手張震嶽批評：「當初沒人注意台客文化，我們那麼努力宣導，還唱〈我愛台妹〉；那些政客、學者不但沒支持，還用歧視態度。現在我們努力有成果，這些人就都跑出來搶，很沒道理。」

## 批評與建言
很多人認為，「台客」一詞已經被污名化，自稱台客只是一種自取其辱的行為。而「台客」一詞相對的稱呼為「華客」以稱為在台灣之「親中」人士代稱，或指稱人為台客之人士。「華客」一詞常見於《News100》、《與媒體對抗》等特定意識形態的所謂台灣本土派網民聚集的網路論壇。

## 參看
- 紐約客
- 種族歧視
- 電音三太子
- MK文化
- 眷村黑話
- 8+9